# ムガリッツ
ムガリッツ（バスク語: Mugaritz）は、スペイン・バスク州ギプスコア県エレンテリアにあるレストラン。アンドニ・ルイス・アドゥリスがオーナーシェフを務めている。

## 歴史
アンドニ・ルイス・アドゥリスは1971年にバスク地方のギプスコア県サン・セバスティアンに生まれた。アドゥリスは自身の少年時代を「悪がき」だったと語っている。当時の同年代の少年と同じようにパンク音楽を聴き、世間に反抗してバスク分離主義を支持した。その一方で、イカ墨の匂いの違いに気づくことができる繊細な味覚も持っており、14歳で料理学校に入学した。16歳の時には料理雑誌に掲載されていたフェラン・アドリアの実験的な料理に刺激を受け、強く料理人を志すようになった。1993年から1995年には「エル・ブジ」で修行し、その後はサン・セバスティアンに戻ってマルティン・ベラサテギのレストラン（ミシュラン3つ星）で働いた。

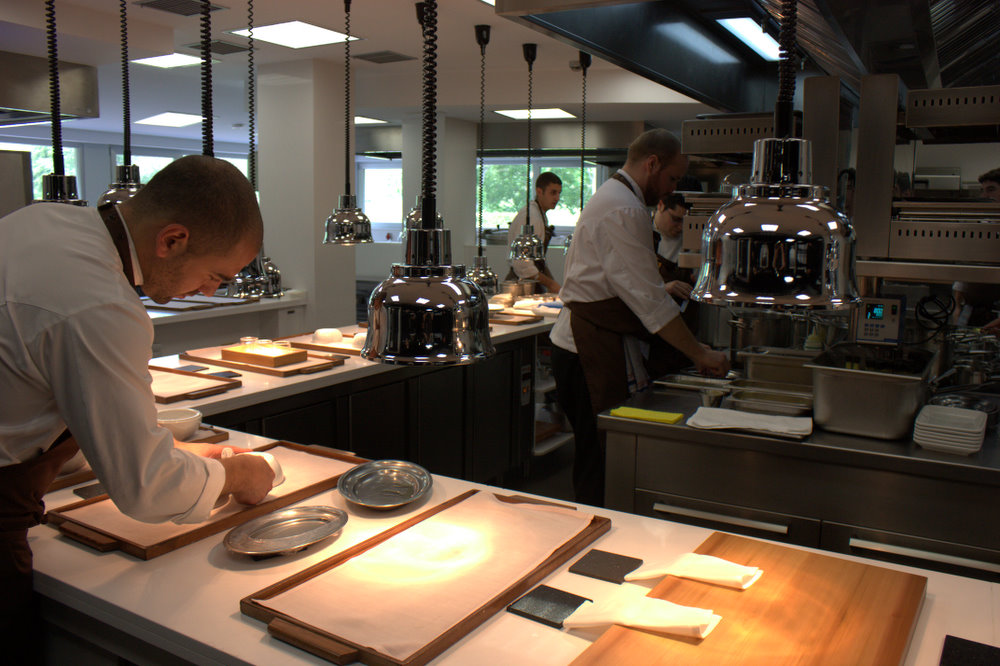
ムガリッツの厨房

ビスケー湾から4マイル内陸に入ったギプスコア県エレンテリアの田舎に、レストランとして使用できる古い農家を見つけて改装工事を行った。1998年3月、壁に緑色の蔦が這う農家を改装した赤屋根の建物でムガリッツが開店した。開店当初は閑古鳥が鳴いていたが、実験的な料理で徐々に客数を増やした。レストランは17のテーブルを有し、客は厨房に招待されてシェフから説明を受ける。メニューの再確認のために、冬季は休業している。料理には野生の花や香草を積極的に用いている。
2010年2月15日の朝には、電気のショートが原因で厨房で火災が起こった。この火災で食器類などをすべて焼失し、レストランは4か月間の休業を余儀なくされている。その知名度の高さから、世界中の同業者から励ましのメッセージを受けた。6月には営業を再開した。
2014年には食文化サイトデイリー・ミールの「世界で最も美しいレストラン」で第10位に選ばれた。世界中の著名シェフが冷蔵庫の中を公開した書籍『INSIDE CHEFS' FRIDGES, EUROPE』で、アドゥリスはキッコーマン製の醤油、にんにく万能調味料、10年熟成みりんなど、日本産の調味料を多く揃える冷蔵庫を公開している。

## 評価

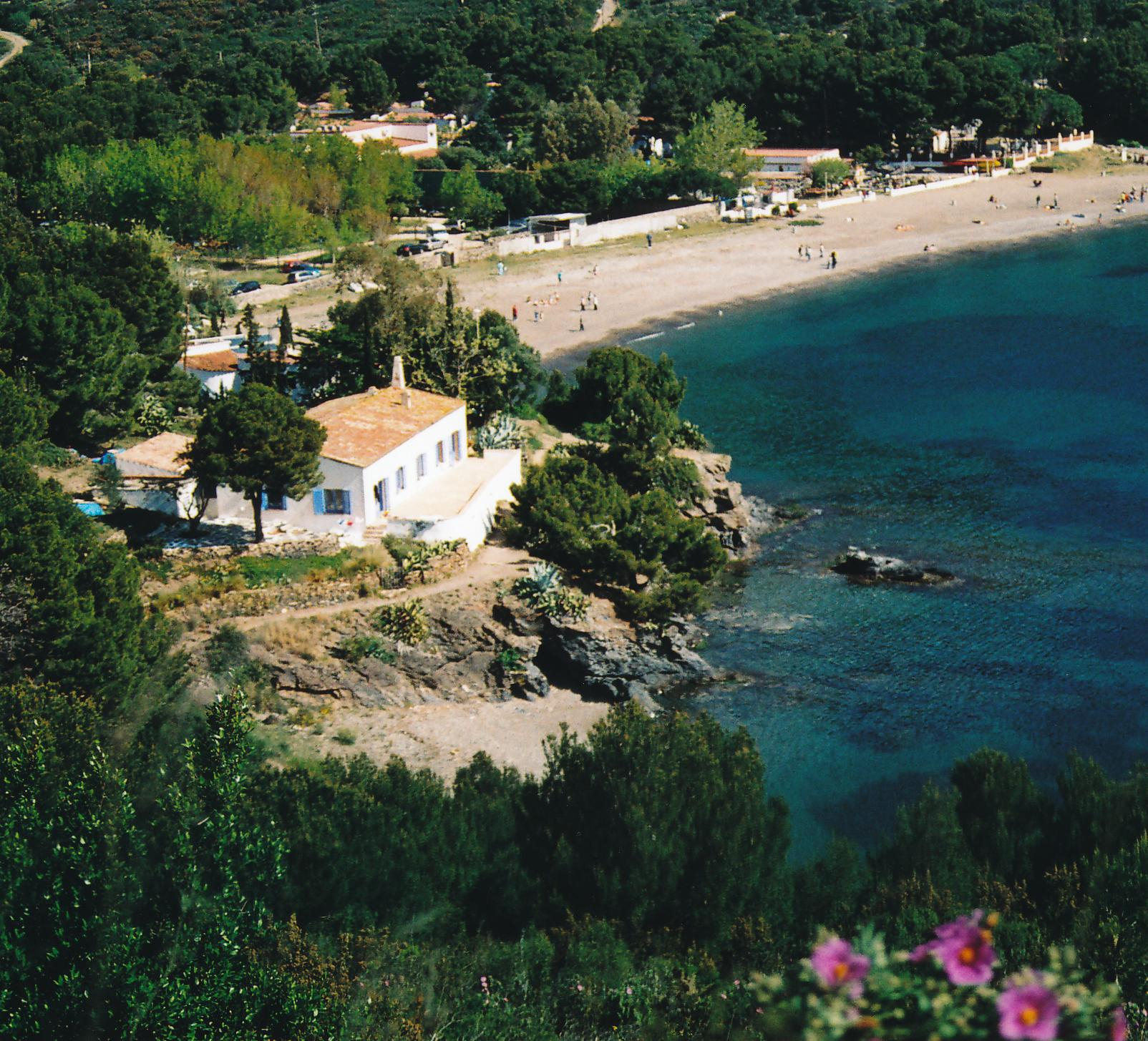
アドゥリスが修行した「エル・ブジ」

「エル・ブジ」のオーナーシェフを務めているフェラン・アドリアは、「ムガリッツ」のアンドニ・ルイス・アドゥリスと自身の兄弟アルベルト・アドリアを「この惑星における2人の偉大な料理人」としている。モナコのロテル・ドゥ・パリにあるレストラン「ルイ・キャーンズ」（ルイ15世、ミシュラン3つ星）でアラン・デュカスを祝った際、アドゥリスは「YouTubeの動画と10分間格闘して蝶ネクタイの結び方を学んだよ（笑）」と語っている。2012年には食文化の功労者に贈られるエッカート・ヴィツヒマン賞(International Eckart Witzigmann Prize)を受賞した。

### ミシュランガイド
2000年には初めてミシュランガイドの1つ星を得て、2005年には2つ星を得た。イベリア半島版ミシュランガイドと称されるギア・レプソルでは最高評価の太陽3つを得ている。
- 2000年-2004年 1つ星
- 2005年-2015年 2つ星

### 世界のベストレストラン50
2006年にはレストラン誌の「世界のベストレストラン50」に初めてランクインし、2011年と2012年には第3位に選ばれた。2008年と2012年には「世界のベストレストラン50」のシェフズ・チョイス賞（料理人による互選）に選ばれている。
- 2005年 圏外
- 2006年 10位
- 2007年 7位
- 2008年 4位、シェフズ・チョイス賞
- 2009年 4位
- 2010年 5位

- 2011年 3位
- 2012年 3位、シェフズ・チョイス賞
- 2013年 4位
- 2014年 6位
- 2015年 6位

## 書籍
アドゥリスや「ムガリッツ」が著者または共著者としてかかわった書籍には以下がある。
| - La joven cocina vasca (1996). Ixo editorial - El mercado en el plato (1998). Ixo editorial - Tabula Huevo (2000). Ixo editorial - Foie Gras (2002). Ixo editorial - Tabula Bacalao (2003). Montagud editores - Clorofilia (2004). Ixo editorial - Txikichef (2006). Hariadna editorial. - Bestiarium Gastronomicae (2006). Ixo editorial - Tabula 35 mm (2007). Ixo editorial - Diccionario Botánico para Cocineros (2007). Ixo editorial - La botánica del deseo (2008). | - Las primeras palabras de la cocina (2009). Ixo editorial - Los Bajos de la Alta Cocina (2009). Ixo editorial - El Dilema del Omnívoro (2011). - El Gourmet Extraterrestre (2011). Editorial Planeta. - Larousse Gastronomique (2011). Editorial Larousse. - Innovación abierta y alta cocina (2011). Ediciones Pirámide - Mugaritz - A Natural Science of Cooking - (2012). Editorial Phaidon Press / RBA / Kosmos - Cocinar, comer, convivir (2012). Ediciones Destino. - Mugaritz. La cocina como ciencia natural (2012). RBA - Mugaritz BSO (2012). Ixo producciones |

## ギャラリー

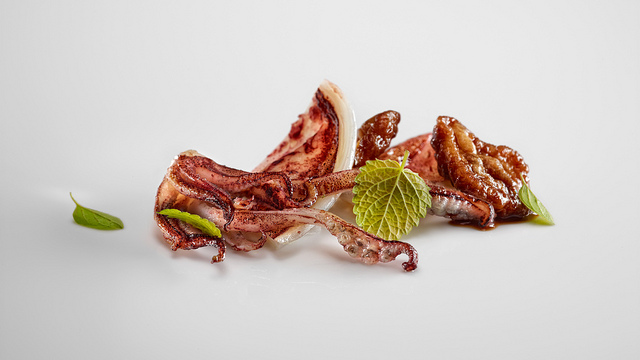
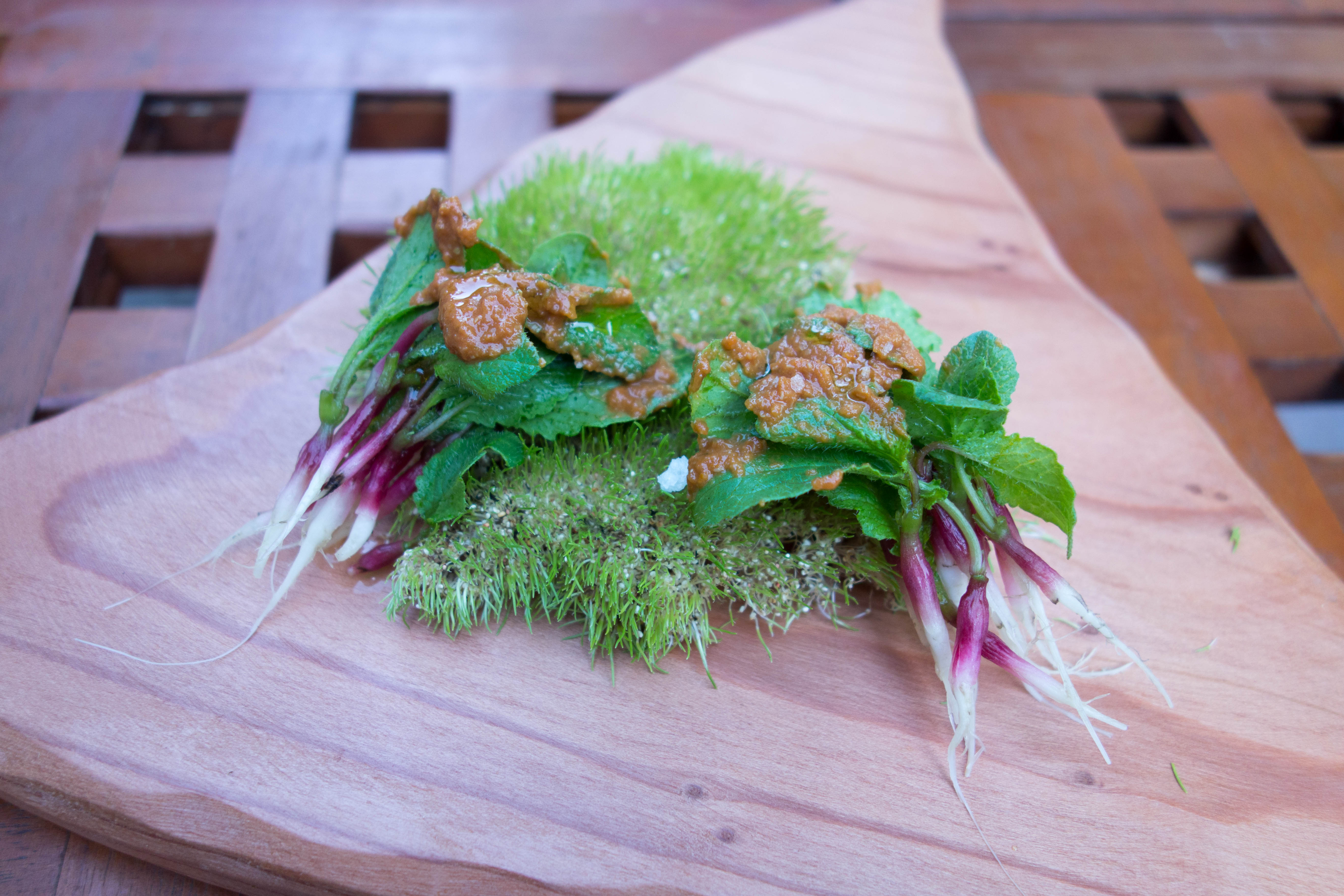
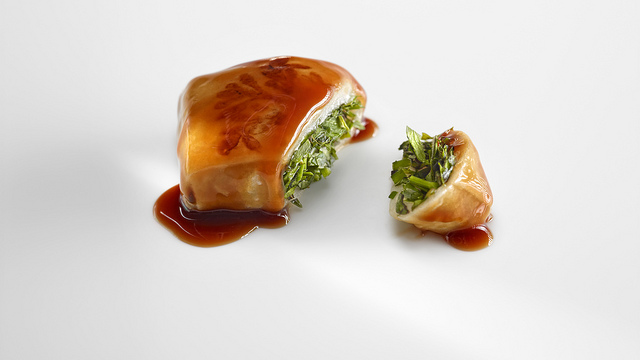
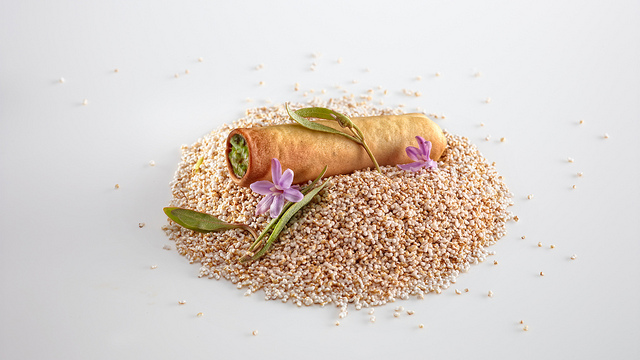
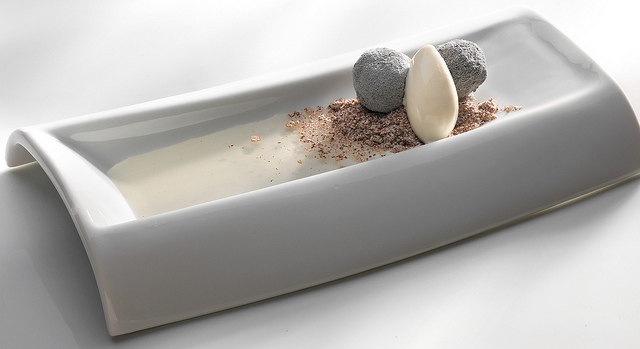
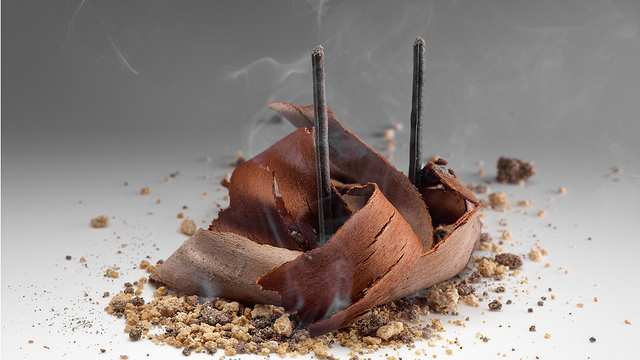